# 石抱忠
石抱忠（7世纪？—696年12月26日），唐朝雍州长安县（今陕西省西安市）人。
石抱忠善于写文章，与丘悦、王勮、员半千同为弘文馆直学士。武周初置右台，石抱忠由清道率府长史转任殿中侍御史，进升为检校天官郎中，与天官侍郎刘奇、张询古一起主持选事，石抱忠不甚廉洁，刘奇为官清平。万岁通天二年正月二十四壬戌日（696年12月26日），石抱忠因为箕州刺史刘思礼与洛州录事参军綦连耀的案子，与刘奇、凤阁侍郎同平章事李元素、夏官侍郎同平章事孙元亨、给事中周譒、太子司议郎路敬淳、司门员外郎刘顺之、右司员外郎宇文全志、来庭县主簿柳璆、泾州刺史王勔、凤阁舍人王勮、监察御史王助等一起被处死。